# استفان پنجم

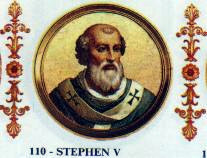

پاپ استفان پنجم (به انگلیسی: Stephen V) یکی از پاپ‌های کلیسای کاتولیک رم بود که از ۸۸۵ تا ۸۹۱ میلادی پاپ بود.